# Single numer jeden w roku 2021 (Korea Południowa)
Notowanie Gaon Digital Chart (kor. 가온 디지털 차트) publikowane jest przez Gaon Chart w trzech wersjach – cotygodniowej, comiesięcznej i corocznej. Przedstawia ono ranking singli według sprzedaży cyfrowej, streamingu i odtworzeń w tle opracowany na podstawie danych online dostarczonych przez Melon, Bugs, Genie, Kakao Music, Flo, Vibe i Soribadę. Poniżej znajdują się tabele prezentujące single numer jeden na liście w danych tygodniach i miesiącach w roku 2021.

## Gaon Weekly Digital Chart
| Data            | Singel                  | Wykonawca                                                                      | Źródło |
| --------------- | ----------------------- | ------------------------------------------------------------------------------ | ------ |
| 2 stycznia      | „VVS”                   | Mirani, Munchman, Khundi Panda, Mushvenom, gościnnie: Justhis                  | [ 1 ]  |
| 9 stycznia      | „VVS”                   | Mirani, Munchman, Khundi Panda, Mushvenom, gościnnie: Justhis                  | [ 2 ]  |
| 16 stycznia     | „Shiny Star (2020)”     | KyoungSeo                                                                      | [ 3 ]  |
| 23 stycznia     | „Shiny Star (2020)”     | KyoungSeo                                                                      | [ 4 ]  |
| 30 stycznia     | „Celebrity”             | IU                                                                             | [ 5 ]  |
| 6 lutego        | „Celebrity”             | IU                                                                             | [ 6 ]  |
| 13 lutego       | „Celebrity”             | IU                                                                             | [ 7 ]  |
| 20 lutego       | „Celebrity”             | IU                                                                             | [ 8 ]  |
| 27 lutego       | „Celebrity”             | IU                                                                             | [ 9 ]  |
| 6 marca         | „Celebrity”             | IU                                                                             | [ 10 ] |
| 13 marca        | „My Starry Love”        | Lim Young-woong                                                                | [ 11 ] |
| 20 marca        | „Rollin'”               | Brave Girls                                                                    | [ 12 ] |
| 27 marca        | „Rollin'”               | Brave Girls                                                                    | [ 13 ] |
| 3 kwietnia      | „Lilac”                 | IU                                                                             | [ 14 ] |
| 10 kwietnia     | „Lilac”                 | IU                                                                             | [ 15 ] |
| 17 kwietnia     | „Antidote”              | Kang Daniel                                                                    | [ 16 ] |
| 24 kwietnia     | „Rollin'”               | Brave Girls                                                                    | [ 17 ] |
| 1 maja          | „Rollin'”               | Brave Girls                                                                    | [ 18 ] |
| 8 maja          | „Rollin'”               | Brave Girls                                                                    | [ 19 ] |
| 15 maja         | „Hot Sauce”             | NCT Dream                                                                      | [ 20 ] |
| 22 maja         | „Dun Dun Dance”         | Oh My Girl                                                                     | [ 21 ] |
| 29 maja         | „Butter”                | BTS                                                                            | [ 22 ] |
| 5 czerwca       | „Butter”                | BTS                                                                            | [ 23 ] |
| 12 czerwca      | „Butter”                | BTS                                                                            | [ 24 ] |
| 19 czerwca      | „Butter”                | BTS                                                                            | [ 25 ] |
| 26 czerwca      | „Butter”                | BTS                                                                            | [ 26 ] |
| 3 lipca         | „Foolish Love”          | M.O.M (MSG Wannabe)                                                            | [ 27 ] |
| 10 lipca        | „Foolish Love”          | M.O.M (MSG Wannabe)                                                            | [ 28 ] |
| 17 lipca        | „Foolish Love”          | M.O.M (MSG Wannabe)                                                            | [ 29 ] |
| 24 lipca        | „Foolish Love”          | M.O.M (MSG Wannabe)                                                            | [ 30 ] |
| 31 lipca        | „Foolish Love”          | M.O.M (MSG Wannabe)                                                            | [ 31 ] |
| 7 sierpnia      | „Nakka”                 | AKMU, gościnnie: IU                                                            | [ 32 ] |
| 14 sierpnia     | „Traffic Light”         | Lee Mu-jin                                                                     | [ 33 ] |
| 21 sierpnia     | „Traffic Light”         | Lee Mu-jin                                                                     | [ 34 ] |
| 28 sierpnia     | „Traffic Light”         | Lee Mu-jin                                                                     | [ 35 ] |
| 4 września      | „Stay”                  | The Kid Laroi, Justin Bieber                                                   | [ 36 ] |
| 11 września     | „Stay”                  | The Kid Laroi, Justin Bieber                                                   | [ 37 ] |
| 18 września     | „Stay”                  | The Kid Laroi, Justin Bieber                                                   | [ 38 ] |
| 25 września     | „Stay”                  | The Kid Laroi, Justin Bieber                                                   | [ 39 ] |
| 2 października  | „Stay”                  | The Kid Laroi, Justin Bieber                                                   | [ 40 ] |
| 9 października  | „Stay”                  | The Kid Laroi, Justin Bieber                                                   | [ 41 ] |
| 16 października | „Love Always Runs Away” | Lim Young-woong                                                                | [ 42 ] |
| 23 października | „Strawberry Moon”       | IU                                                                             | [ 43 ] |
| 30 października | „Strawberry Moon”       | IU                                                                             | [ 44 ] |
| 6 listopada     | „Strawberry Moon”       | IU                                                                             | [ 45 ] |
| 13 listopada    | „Breathe”               | Anandelight, Unofficialboyy, Be'o, Geegooin, Mudd the Student, gościnnie: Mino | [ 46 ] |
| 20 listopada    | „Merry-Go-Round”        | Sokodomo, gościnnie: Zion.T, Wonstein                                          | [ 47 ] |
| 27 listopada    | „Limousine”             | Be'O, gościnnie: Mino                                                          | [ 48 ] |
| 4 grudnia       | „Limousine”             | Be'O, gościnnie: Mino                                                          | [ 49 ] |
| 11 grudnia      | „Merry-Go-Round”        | Sokodomo, gościnnie: Zion.T, Wonstein                                          | [ 50 ] |
| 18 grudnia      | „Counting Stars”        | Be'O, gościnnie: Beenzino                                                      | [ 51 ] |
| 25 grudnia      | „Counting Stars”        | Be'O, gościnnie: Beenzino                                                      | [ 52 ] |

## Gaon Monthly Digital Chart
| Miesiąc     | Singel                  | Wykonawca                             | Źródło |
| ----------- | ----------------------- | ------------------------------------- | ------ |
| styczeń     | „Shiny Star (2020)”     | KyoungSeo                             | [ 53 ] |
| luty        | „Celebrity”             | IU                                    | [ 54 ] |
| marzec      | „Rollin'”               | Brave Girls                           | [ 55 ] |
| kwiecień    | „Lilac”                 | IU                                    | [ 56 ] |
| maj         | „Rollin'”               | Brave Girls                           | [ 57 ] |
| czerwiec    | „Butter”                | BTS                                   | [ 58 ] |
| lipiec      | „Foolish Love”          | M.O.M (MSG Wannabe)                   | [ 59 ] |
| sierpień    | „Traffic Light”         | Lee Mu-jin                            | [ 60 ] |
| wrzesień    | „Stay”                  | The Kid Laroi, Justin Bieber          | [ 61 ] |
| październik | „Love Always Runs Away” | Lim Young-woong                       | [ 62 ] |
| listopad    | „Strawberry Moon”       | IU                                    | [ 63 ] |
| grudzień    | „Merry-Go-Round”        | Sokodomo, gościnnie: Zion.T, Wonstein | [ 64 ] |